# 探索丹地
探索丹地（前稱全國快車鄧迪）是一家位於蘇格蘭鄧迪公車公司，主要營運鄧迪的公車路線，是全國快車的子公司。

## 歷史
1922年開始，公車服務開始在丹地出現，至1956年完全取代了丹地的電車服務，丹地電車公司亦更名為丹地運輸公司。
1986年英國取消對公車的管制，丹地運輸公司重組成為一個獨立法律實體，1991年被管理层收购。1997年2月再賣給全國快車，重命名為旅遊丹地（Travel Dundee）。
2007年11月，全國快車宣佈計劃重命名其旗下所有公司，把公司名稱以全國快車為開首，因此旅遊丹地亦在2008年10月更名為全國快車丹地。
2015年6月，公司宣佈把品牌重命名為探索丹地，以類似丹地運輸公司的綠色為主色，並在同年9月11日完成品牌重命名。

## 車票
車票分為兩種，一是短程單程車票（一個收費區），另一個是最大單程車票（兩個以上收費區），長者和兒童享有優惠。此外亦有日票、一週票、四週票和年票，以及團體票和晚間票。2019年引入非接觸式支付，並對使用探索丹地流動應用程式支付車票的乘客提供折扣。

## 外部連結
- 官方網站 （页面存档备份，存于）